# بيرس تشايلز
بيرس تشايلز (بالإنجليزية: Pearce Chiles)‏ هو لاعب كرة قاعدة أمريكي، ولد في 28 مايو 1867 في ديبووتر في الولايات المتحدة، وتوفي في 11 ديسمبر 1933 في تالماج في الولايات المتحدة.

## وصلات خارجية
- بيرس تشايلز على موقعبيزبول رفرنس.كوم (الدوري الرئيسي) (الإنجليزية)
- بيرس تشايلز على موقعبيزبول رفرنس.كوم (الدوري الثانوي) (الإنجليزية)